# 聖安東尼奧級兩棲船塢運輸艦
圣安东尼奥级两栖運輸艦（San Antonio-class amphibious transport dock）是美国海军新一代的两栖船塢登陸艦，预计建造26艘，满足未来美国海军快速应付区域冲突、将两栖陆战队运送上岸的任务。

## 第一批次
第一批次共有13艘，用於取代奧斯汀級船塢登陸艦及新港級戰車登陸艦。

## 第二批次
第二批次共有13艘，用於取代惠德比島級船塢登陸艦及哈珀斯费里級船塢登陸艦，整船能力在多個方面均有降低，不過仍比上代船塢登陸艦的性能及排水量高。
相比第一批次，改動包括：取消一体化复合桅杆，改为傳統桅杆——负责为“圣安东尼奥”级和“朱姆沃尔特”级的制造隐身桅杆的密西西比州古尔夫波特综合设施已于2014年永久关闭；改用AN/SPY-6(V2)雷達；改用较为小型的机库，搭載能力減少，只能搭載2架MV-22魚鷹，且醫療量能只有聖安東尼奧級的一半。

## 同級艦艇

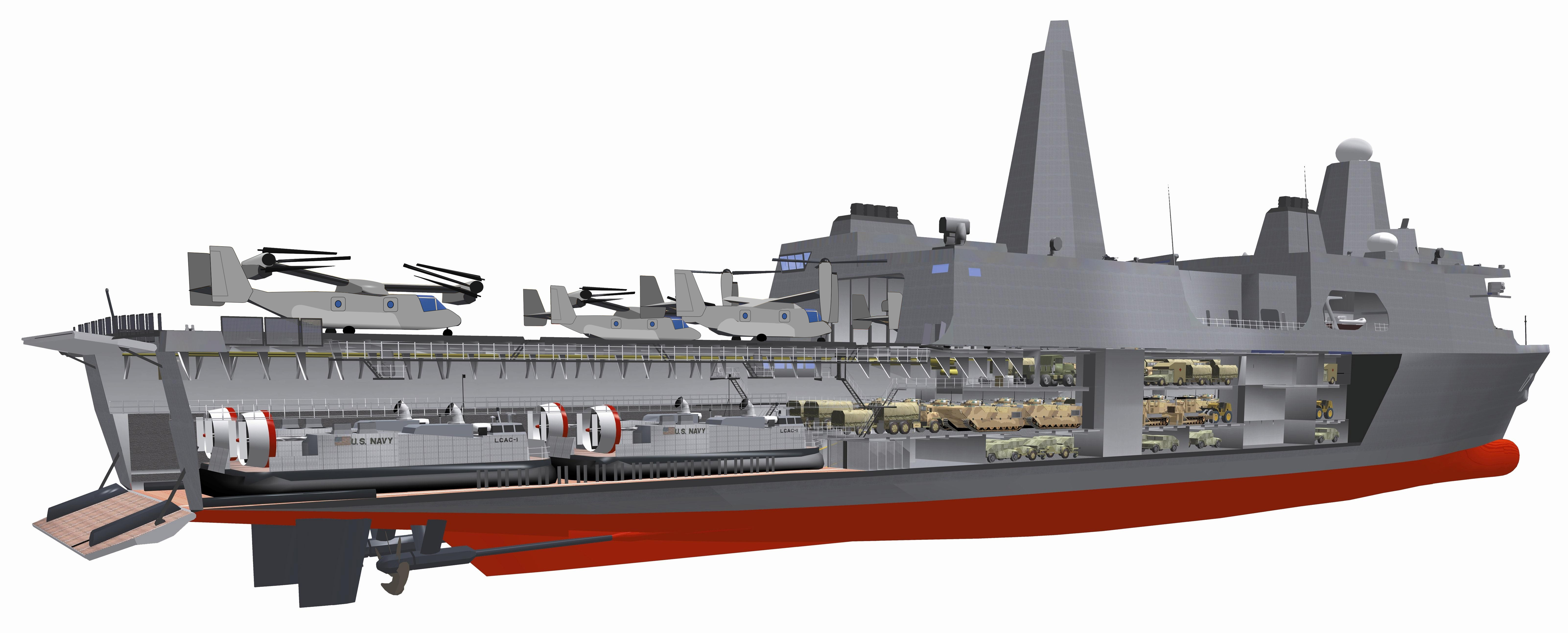
聖安東尼奧級兩棲船塢運輸艦剖视图

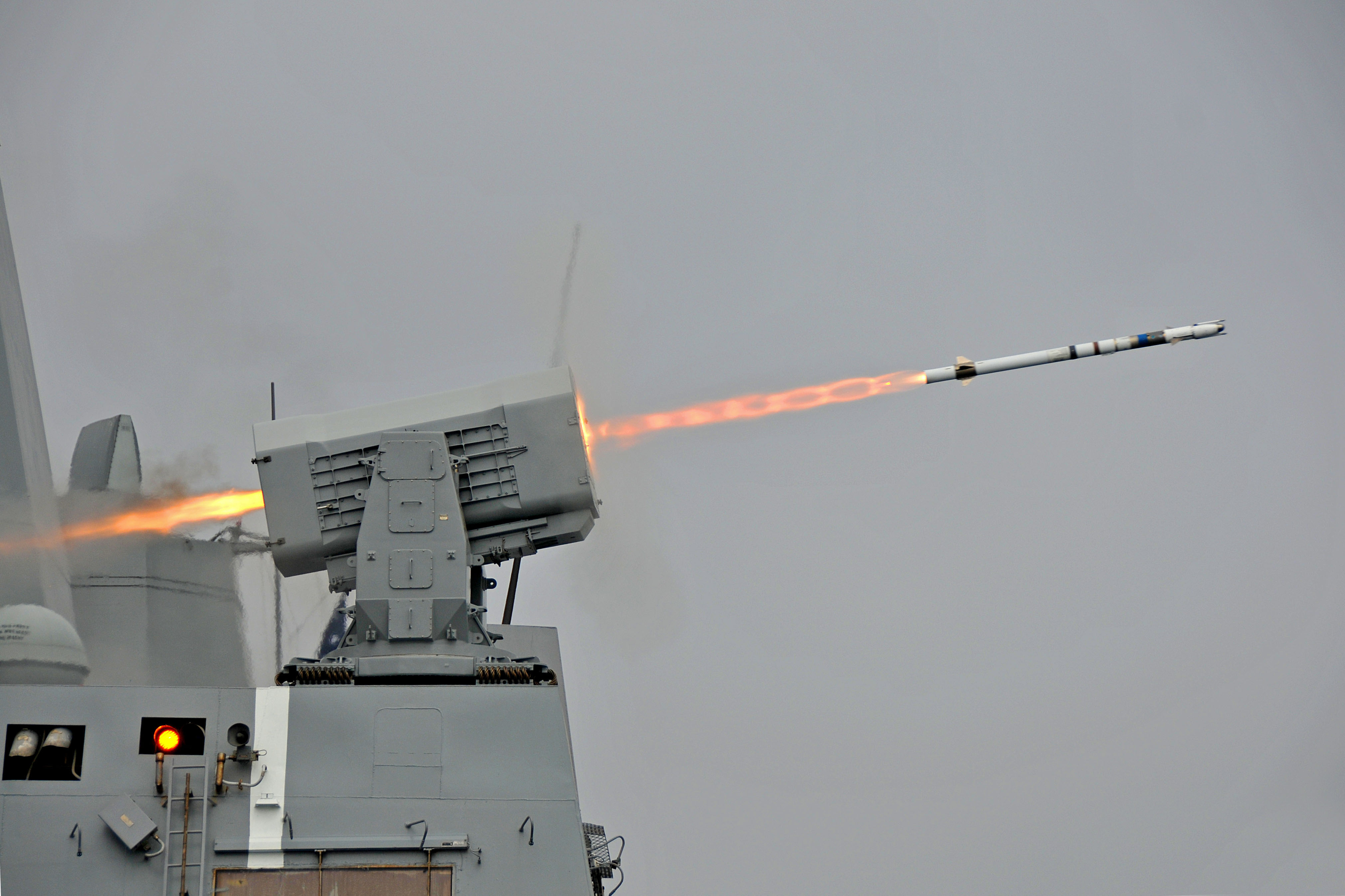
美國海軍聖安東尼奧級兩棲船塢運輸艦新奧爾良號發射公羊飛彈

| 舷號     | 艦名                                          | 造船廠         | 下水日期       | 服役日期       | 母港                 | 現狀   |
| 第一批次 |                                               |                |                |                |                      |        |
| LPD-17   | 聖安東尼奧號 USS San Antonio                  | 埃文代爾造船廠 | 2003年7月12日  | 2006年1月14日  | 弗吉尼亞州諾福克     | 服役中 |
| LPD-18   | 新奧爾良號 USS New Orleans                    | 埃文代爾造船廠 | 2004年12月11日 | 2007年3月10日  | 日本佐世保海軍基地   | 服役中 |
| LPD-19   | 梅薩維德號 USS Mesa Verde                     | 英戈爾斯造船廠 | 2004年11月19日 | 2007年12月15日 | 弗吉尼亞州諾福克     | 服役中 |
| LPD-20   | 綠灣號 USS Green Bay                          | 埃文代爾造船廠 | 2006年8月11日  | 2009年1月24日  | 日本長崎佐世保       | 服役中 |
| LPD-21   | 紐約號 USS New York                           | 埃文代爾造船廠 | 2007年12月19日 | 2009年11月7日  | 弗吉尼亞州諾福克     | 服役中 |
| LPD-22   | 聖地牙哥號 USS San Diego                      | 英戈爾斯造船廠 | 2010年5月7日   | 2012年5月19日  | 加里福尼亞州聖地牙哥 | 服役中 |
| LPD-23   | 安克雷奇號 USS Anchorage                      | 埃文代爾造船廠 | 2011年2月12日  | 2013年5月4日   | 加里福尼亞州聖地牙哥 | 服役中 |
| LPD-24   | 阿靈頓號 USS Arlington                        | 英戈爾斯造船廠 | 2010年11月23日 | 2013年2月8日   | 維吉尼亞州諾福克     | 服役中 |
| LPD-25   | 薩默塞特號 USS Somerset                       | 埃文代爾造船廠 | 2012年4月14日  | 2014年3月1日   | 加里福尼亞州聖地牙哥 | 服役中 |
| LPD-26   | 約翰·P·穆爾沙號 USS John P Murtha             | 英戈爾斯造船廠 | 2014年10月30日 | 2016年10月8日  | 加里福尼亞州聖地牙哥 | 服役中 |
| LPD-27   | 波特蘭號 USS Portland                         | 英戈爾斯造船廠 | 2016年2月13日  | 2017年9月19日  | 加里福尼亞州聖地牙哥 | 服役中 |
| LPD-28   | 勞德代爾堡號 USS Fort Lauderdale              | 英戈爾斯造船廠 | 2020年3月28日  | 2022年7月30日  | 維吉尼亞州諾福克     | 服役中 |
| LPD-29   | 小理查德·M·麥庫爾號 USS Richard M. McCool Jr. | 英戈爾斯造船廠 | 2022年1月5日   | 2024年9月7日   |                      | 服役中 |
| 第二批次 |                                               |                |                |                |                      |        |
| LPD-30   | 哈里斯堡號 USS Harrisburg                     | 英戈爾斯造船廠 | 2024年10月5日  |                |                      | 已下水 |
| LPD-31   | 匹茲堡號 USS Pittsburgh                       | 英戈爾斯造船廠 |                |                |                      | 建造中 |
| LPD-32   | 費城號 USS Philadelphia                       | 英戈爾斯造船廠 |                |                |                      | 建造中 |
| LPD-33   | 特拉維斯·曼尼恩號 USS Travis Manion           | 英戈爾斯造船廠 |                |                |                      | 建造中 |
| LPD-34   |                                               | 英戈爾斯造船廠 |                |                |                      | 建造中 |
| LPD-35   |                                               | 英戈爾斯造船廠 |                |                |                      | 建造中 |

## 外部連結
- The San Antonio class's Web site （页面存档备份，存于）
- San Antonio Class Landing Platform Dock, United States of America(Naval technology) （页面存档备份，存于）
- San Antonio class Amphibious transport dock(Military today) （页面存档备份，存于）
- （繁體中文） 【武器大觀】美軍聖安東尼奧級運輸艦[永久]（青年日報）
- （繁體中文） 聖安東尼奧級兩棲船塢運輸艦 （页面存档备份，存于）（MDC軍武狂人夢）